# USS 프랭클린 D. 루스벨트
USS 프랭클린 D. 루스벨트 (CV-42)는 미국 해군의 미드웨이급 항공모함 2번함이다.

## 역사
미드웨이급 항공모함은 미국 해군의 역사상 가장 오래 운영한 디젤 항공모함이다.
승무원들은 "루지"라고 불렀다.
1943년 기공식, 1945년 진수식, 취역식을 거쳐 미국 제6함대에 배속되어 지중해에 배치되었다. 1977년 퇴역, 폐기되었다.
미드웨이급 최초로 SCB-110 개조를 하였다. 4800만 달러의 비용이 들었다. C-11-2 증기식 캐터펄트 1개와 C-11-1 증기식 캐터펄트 2개를 장착했다. 어레스팅 기어를 강화했다. 함교를 확장했다. 147 m 경사진 비행갑판을 추가했다. SPS-8 height finding radar and SPS-12 air search radar were mounted on a new tubular mast. 고물 엘레베이터를 재배치하고, 앞쪽 엘레베이터를 확장했다. 모든 엘레베이터의 수용량은 34톤으로 늘렸다. 비행기 연료탱크를 35만갤런에서 45만갤런으로 늘렸다. 경하배수량이 45000톤에서 51000톤으로 증가했다. 개조를 마치고 1956년에 재취역했다.
1966년부터 1970년까지 SCB 101.68 개조를 하였다. 4600만 달러가 들었다. 그러먼 A-6 인트루더와 LTV A-7 콜세어 II를 운용할 수 있게 되었다. 그러먼 A-6 인트루더는 전천후 쌍발 제트엔진 공격기다. 피스턴 엔진의 더글러스 A-1 스카이레이더를 대체하여 1967년부터 1997년까지 항공모함에서 운용했다. A-6E에 이르러서 록히드 마틴 2세대 랜턴 타게팅 포드를 장착한 F-14에게 공격임무를 넘겨주게 되어 퇴역했다. A-7 콜세어 II는 최대이륙중량 19톤으로 최대이륙중량 11톤인 A-4 스카이호크를 대체하였다.